# Cratere Saravan
Saravan  è un cratere sulla superficie di Marte.